# André Ramalho
André Ramalho Silva (Ibiúna, 1992. február 16. –) brazil labdarúgó, hátvéd. A Série A-ben szereplő Corinthians játékosa.

## Pályafutása
Ramalho Brazíliában született São Paulo államában Ibiúnában, gyerekkorában a São Paulo, São Bento, Palmeiras és a Red Bull Brasil korosztályos csapatát erősítette, míg 2011-ben csatlakozott az osztrák Red Bull Salzburghoz.
Az osztrák csapatnál vált profi labdarúgóvá, miután a junior csapattal, 2011. március 10-én bemutatkozott az osztrák harmadosztályban az FC Hard ellen, amelyen profi pályafutása első gólját is szerezte.
A felnőttcsapatban, 2011. február 26-án Huub Stevens nevezte a Wiener Neustadt elleni bajnokira.
2013. július 14-én debütált a UnionSt.Florian elleni 9–0-s győztes osztrák kupa-mérkőzésén, hat nap múlva a bajnokságban is bemutatkozott a Wiener Neustadt elleni 5–1-re megnyert találkozón.
2015. június 1-jén ingyen szerződött a német első osztályba a Bayer Leverkusen együttesébe, négyéves szerződést kötött. Augusztus 15-én debütált a 2015/16-os idény nyitófordulójában az 1899 Hoffenheim elleni 2–1-s bajnoki utolsó perceiben.
A 2016/17-es idényt kölcsön töltötte a Mainz 05-ben
Az első 12 mérkőzést sérülés miatt kihagyta, majd november 6-án lépett pályára az RB Leipzig ellen a bajnokság 10. fordulójában. A Mainz színeiben összesen 20 mérkőzésen lépett pályára; 18 bajnokin és két nemzetközi mérkőzésen az Európa Ligában.
2017. december 21-én visszatért a Red Bull Salzburgba, a szezon végén és további három szezonon keresztül bajnoki címet ünnepelhetett.
2021. május 26-án három évre szerződtette a PSV Eindhoven.
A debütálásra a 2021/22-es idény PSV első tétmérkőzésén került sor a Bajnokok Ligája selejtezőjében az 5–1-s győztes mérkőzésen a Galatasaray ellen, július 21-én. Augusztus 14-én mutatkozott be a holland első osztályban, a Heracles Almelo vendégeként a 0–2-re zárult találkozón csapatkapitány volt. Az első találatát második bajnoki mérkőzésén szerezte, a 3. fordulóban az FC Groningen ellen.

## Statisztika
2023. szeptember 23-i állapot szerint
| Klub               | Szezon           | Bajnokság        | Bajnokság | Bajnokság | Kupa  | Kupa  | Nemzetközi | Nemzetközi | Egyéb | Egyéb | Összes | Összes |
| Klub               | Szezon           | Liga             | Mérk.     | Gólok     | Mérk. | Gólok | Mérk.      | Gólok      | Mérk. | Gólok | Mérk.  | Gólok  |
| ------------------ | ---------------- | ---------------- | --------- | --------- | ----- | ----- | ---------- | ---------- | ----- | ----- | ------ | ------ |
| Red Bull Salzburg  | 2013/14          | O.Bundesliga     | 33        | 5         | 6     | 1     | 13         | 1          | —     | —     | 52     | 7      |
| Red Bull Salzburg  | 2014/15          | O.Bundesliga     | 31        | 1         | 5     | 0     | 11         | 1          | —     | —     | 47     | 2      |
| Red Bull Salzburg  | Összesen         | Összesen         | 64        | 6         | 11    | 1     | 24         | 2          | —     | —     | 99     | 9      |
| Bayer Leverkusen   | 2015/16          | Bundesliga       | 19        | 0         | 2     | 0     | 4          | 0          | —     | —     | 25     | 0      |
| Bayer Leverkusen   | 2017/18          | Bundesliga       | 3         | 0         | 0     | 0     | —          | —          | —     | —     | 3      | 0      |
| Bayer Leverkusen   | Összesen         | Összesen         | 22        | 0         | 2     | 0     | 4          | 0          | —     | —     | 28     | 0      |
| Mainz 05 (kölcsön) | 2016/17          | Bundesliga       | 18        | 0         | 0     | 0     | 2          | 0          | —     | —     | 20     | 0      |
| Mainz 05 (kölcsön) | Összesen         | Összesen         | 18        | 0         | 0     | 0     | 2          | 0          | —     | —     | 20     | 0      |
| Red Bull Salzburg  | 2017/18          | O.Bundesliga     | 8         | 2         | 2     | 0     | 8          | 0          | —     | —     | 18     | 2      |
| Red Bull Salzburg  | 2018/19          | O.Bundesliga     | 27        | 1         | 5     | 0     | 13         | 0          | —     | —     | 45     | 1      |
| Red Bull Salzburg  | 2019/20          | O.Bundesliga     | 26        | 6         | 6     | 0     | 3          | 0          | —     | —     | 35     | 6      |
| Red Bull Salzburg  | 2020/21          | O.Bundesliga     | 28        | 1         | 6     | 1     | 9          | 0          | —     | —     | 43     | 2      |
| Red Bull Salzburg  | Összesen         | Összesen         | 89        | 10        | 19    | 1     | 33         | 0          | —     | —     | 141    | 11     |
| PSV Eindhoven      | 2021/22          | Eredivisie       | 20        | 3         | 2     | 0     | 14         | 0          | 1     | 0     | 37     | 3      |
| PSV Eindhoven      | 2022/23          | Eredivisie       | 28        | 0         | 5     | 0     | 11         | 0          | 1     | 0     | 45     | 0      |
| PSV Eindhoven      | 2023/24          | Eredivisie       | 5         | 0         | 0     | 0     | 5          | 0          | 1     | 0     | 11     | 0      |
| PSV Eindhoven      | Összesen         | Összesen         | 53        | 3         | 7     | 0     | 30         | 0          | 3     | 0     | 93     | 3      |
| KARRIER ÖSSZESEN   | KARRIER ÖSSZESEN | KARRIER ÖSSZESEN | 246       | 19        | 39    | 2     | 93         | 2          | 3     | 0     | 381    | 23     |

Jegyzetek
1. ↑  A(z) Bajnokok Ligája selejtezőjében kétszer, a(z) Európa Ligában tizenegyszer lépett pályára
2. 1 2  gólja(i) a(z) Európa Ligában
3. ↑  A(z) Bajnokok Ligájában négyszer, a(z) Európa Ligában hétszer lépett pályára
4. ↑  A(z) Bajnokok Ligájában, és a(z) Európa Ligában is kétszer lépett pályára
5. 1 2  Mérkőzése(i) a(z) Európa Ligában
6. ↑  A(z) Bajnokok Ligája selejtezőjében négyezer, a(z) Európa Ligában kilencszer lépett pályára
7. ↑  A(z) Bajnokok Ligájában kétszer, a(z) Európa Ligában egyszer lépett pályára
8. ↑  Mérkőzése(i) a(z) Bajnokok Ligájában nyolcszor, a(z) Európa Ligában egyszer lépett pályára
9. ↑  A(z) Bajnokok Ligája selejtezőjében hatszor, és a(z) Európa Ligában is hatszor, a(z) Európa Konferencia Ligában kétszer lépett pályára
10. 1 2 3  Mérkőzése(i) a(z) Johan Cruyff Shield-ben
11. ↑  A(z) Bajnokok Ligája selejtezőjében négyezer, a(z) Európa Ligában hétszer lépett pályára
12. ↑  Mérkőzése(i) a(z) Bajnokok Ligájában

## Sikerei, díjai

### Red Bull Salzburg
- Osztrák Bundesliga (6×): 2013/14, 2014/15, 2017/18, 2018/19, 2019/20, 2020/21
- Osztrák kupa (2×): 2013/14, 2019/20
- Regionalliga West (2×): 2010/11, 2012/13

### PSV Eindhoven
- KNVB Cup (2×): 2021/22, 2022/23
- Johan Cruyff Shield (2×): 2021, 2022

### Egyéni
- Az Osztrák Bundesliga év csapata (2×): 2018/19, 2021/22